# Bob Corker
Bob Corker (Orangeburg, el 24 de agosto de 1952) es un político estadounidense que representó al estado de Tennessee en el Senado de ese país. Está afiliado al Partido Republicano. Nació en Carolina del Sur pero a los 11 años se trasladó con su familia a Tennessee.
Ha recibido donaciones de grupos de presión de Arabia Saudí para financiar sus campañas electorales.